# Sångkompaniet, Göteborg
Sångkompaniet är en blandad kör i Göteborg som bildades på 1980-talet. Antal medlemmar är cirka 30 stycken, varav drygt hälften är kvinnor. Repertoaren är blandad och varierar från i stort sett allt mellan rock och klassiskt.